# Lagenformeln
Eine Lagenformel beschreibt die Struktur einer Handschrift im Sinne eines gebundenen Buches (Codex). Sie gibt Auskunft über die Anzahl der zusammengebundenen Doppelblätter einer Lage, also den Lagentyp, über die Reihenfolge der Lagen und Hinweise auf fehlende oder hinzugefügte Blätter.
In Handschriftenkatalogen aus dem englischen Kulturraum werden die einzelnen Lagen durchnummeriert und mithilfe von hochgestellten Zahlen die Anzahl der Blätter ausgedrückt. Das Beispiel „34“ gibt an, dass die dritte Lage einer Handschrift aus vier Einzelblättern bzw. zwei Doppelblättern besteht.
In deutschen Katalogen hingegen basiert die Formel auf dem Lagentyp, der durch römische Zahlen bezeichnet wird. Bei einem Sexternio, einer Lage mit sechs Doppelblättern sähe die Basis beispielsweise so aus: VI.

## Aufbau von Codices
Ein Codex, wie er vor allem im Mittelalter und der frühen Neuzeit gebildet wurde, besteht aus mehreren gefalteten und zusammengehefteten Blättern. Diese (Doppel-)Blätter sind aus Pergament oder Papier. Nach der Faltung wurden sie in Lagen zusammengelegt und an dem Falz zusammengenäht. Anschließend wurden die Lagen zusammengelegt und zu einem Buchblock vernäht.

## Lagen
Die Bezeichnung Lage beschreibt die meist mehreren, in einem Codex zusammengefügten Gruppen von Doppelblättern. Sie sind in sich abgeschlossen und in der Heftung voneinander getrennt.

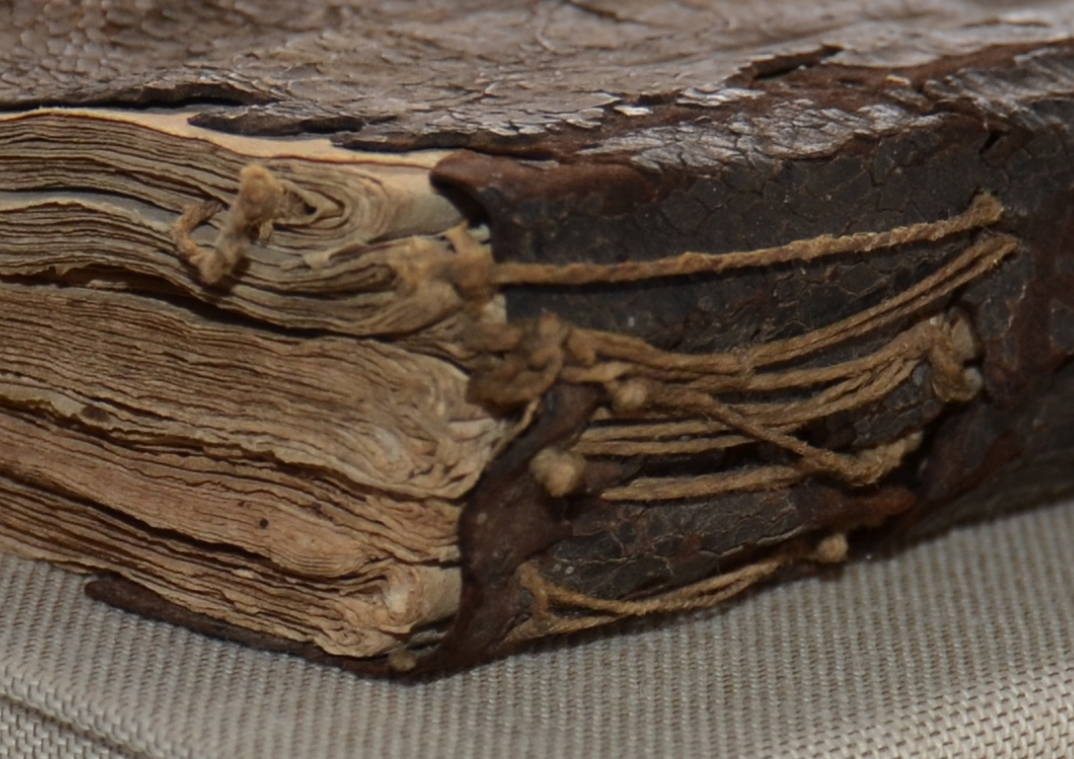
Bindung der Lagen im Gemeindebuch Schrebitz

### Lagenstärke bzw. Lagentyp
Die Lagenstärke bzw. der Lagentyp beschreibt die Anzahl der Doppelblätter einer Lage. Im Früh- und Hochmittelalter ist ein Quaternio am häufigsten zu finden. Es besteht aus vier Doppelblättern, die acht Einzelblätter beziehungsweise sechzehn Seiten bilden. Die Lagen mit einer Zahl von Doppelblättern zwischen einem und sieben werden wie folgt benannt: Unio, Binio, Ternio, Quaternio, Quinternio, Sexternio, Septernio. Ein Binio oder Ternio wurde häufig am Anfang einer Handschrift als Register oder als unbeschriebene Blätter eingesetzt. Während im Mittelalter Quaternionen die übliche Lagenstärke war, nahm die Verwendung von Sexternionen mit der Nutzung von Papier als Beschreibstoff zu.

### Lagenzählung
Wenn die Übergänge zwischen den Lagen bei gebundenen Bänden nicht ohne weiteres zu erkennen sind, kann die Lagenzählung auf Grundlage der sogenannten Kustoden oder Wortreklamanten erfolgen. Bei den Kustoden werden auf der ersten und der letzten Lagenseite arabischen Ziffern oder Buchstaben notiert, welche dem Buchbinder die richtige Reihenfolge der Lagen anzeigen. Im 12. Jahrhundert kommen die Wortreklamanten als Orientierungshilfe hinzu. Hier wiederholt der Schreiber unten auf der letzten Lagenseite den Textanfang der nächsten Lage. Sowohl die Kustoden als auch die Wortklammern wurden von den Buchbindern allerdings zumeist abgeschnitten.

## Lagenformeln
Die erste Lagenformel hat ihren Ursprung in den 1860er Jahren und wurde zur Beschreibung von Hand- und Druckschriften verwendet. Hierbei handelt es sich um die sogenannte englische Lagenformel, ihr Entwickler war Henry Bradshaw. Karl Dziatzko entwickelte gegen Ende des 19. Jahrhunderts ein weiteres Formelsystem, welches als deutsche Lagenformel bezeichnet wurde. Diese wurde später von Anton Chroust abgewandelt.

### Englische Lagenformel
Die englische Lagenformel basiert auf der Lagenzählung. Hierzu werden die Lagensignaturen verwendet und die Lagen mit arabischen Zahlen durchnummeriert. Der Exponent gibt die Anzahl der Blätter an. Wenn beispielsweise die erste Lage aus sechs Blättern besteht, würde die Lagensequenz lauten: 16. Die einzelnen Lagen bestehen in der Regel aus Doppelblättern, dementsprechend sollte der Exponent immer gerade sein, im Beispiel würde es sich um ein Ternio, also drei Doppelblätter, handeln. Fehlen bei einer Lage einzelne Blätter oder wurden welche hinzugefügt, wird dies in Klammern erläutert bzw. durch ein Pluszeichen hinzugefügt. Folgen mehrere Lagen mit der gleichen Anzahl an Doppelblättern aufeinander, wird dies mit einem Bindestrich notiert. Die einzelnen Lagensequenzen werden durch ein Komma getrennt.
Als Beispiel beschreibt Frank M. Bischoff in seinem Aufsatz Methoden der Lagenbeschreibung den Aufbau des Helmarshausener Evangeliars wie folgt:
```
   I
6
 + 7, 2
8
 fehlen 1|8 (2
1
 = I
7
), 3–7
8
, 8
8
 + 8|9 (fehlt 8), 9–16
8
, 17
8
 + 8|9 (fehlen 8|9), 18–22
8
, 23
2
 + 1.
[
3
]
```

Zum Verständnis der einzelnen Komponenten:
| Komponente      | Erklärung |
| --------------- | --- |
| I6 + 7          | Lage 1 besteht aus drei Doppelblättern (Ternio), das siebte Blatt wurde hinzugefügt                                                                 |
| 8 (21 = I7)     | Lage 2 besteht aus vier Doppelseiten (Quaternio), es fehlen Seite 1 und 8                                                                           |
| 3–78            | Lagen 3 bis 7 sind vollständig und bestehen je aus vier Doppelseiten (Quaternio)                                                                    |
| 9 (fehlt 8)     | Lage 8 besteht aus vier Doppelseiten (Quaternio), Blatt 8 fehlt und dafür wurde ein Doppelblatt angehängt, welches jetzt die Blätter 8 und 0 bildet |
| 9–168           | Lagen 9 bis 16 sind vollständig und bestehen je aus vier Doppelseiten (Quaternio)                                                                   |
| 9 (fehlen 8\|9) | Lage 17 besteht aus vier Doppelseiten (Quaternio)                                                                                                   |
| 18–228          | Lagen 18 bis 22 sind vollständig und bestehen aus je vier Doppelseiten (Quaternio)                                                                  |
| 232 + 1         | Lage 23 besteht aus einer Doppelseite (Unio), eine Seite wurde hinzugefügt                                                                          |

Bei der englischen Lagenformel gilt es zu beachten, dass sie nur auf Lagentypen, also der Anzahl der Doppelblättern, basiert und nicht auf der Anzahl von einzelnen Blättern einer Lage. Ohne diese Voraussetzung ist es aber nicht möglich zusammengehörige Blätter in unregelmäßigen Lagen zu erkennen. Außerdem werden die einzelnen Blätter nicht nach den Seitenzahlen des Codex, sondern nach ihrer Blattnummer innerhalb ihrer Lage gezählt. Wenn ein Blatt in der Lage als zweites Blatt nummeriert ist, ist es nicht zwangsweise das zweite Blatt des Kodex, sondern das zweite Blatt der entsprechenden Lage. Die Seitenzählung des Codex wird in der Lagenformel nicht berücksichtigt.

### Deutsche Lagenformel
Die frühe Form der deutschen Lagenformel wurde 1896 von Karl Dziatzko veröffentlicht. Sie basiert im Gegensatz zu der englischen nicht auf der Lagenzählung, sondern auf dem Lagentyp, welcher als arabische Ziffer notiert wird, während im Exponenten die Signaturen der Lagen angeführt werden. Alle Lagen die dem gleichen Lagentypen entsprechen werden hierbei zusammengefasst.
Wenn ein Codex beispielsweise aus den Lagen a-m besteht und die Lagen l und m je drei Doppelblättern und die restlichen Lagen je vier Doppelblättern aufweisen, würde die Formel wie folgt aussehen:
```
   
4
a-k
 3
l.m
```

Seit 1901 verwendete Anton Chroust seine Lagenformel, welche ebenfalls auf dem Lagentyp beruht. Inwieweit sich seine Formel auf das Formelsystem von Dziatzko bezieht, ist nicht abschließend geklärt. In seiner Formel wird der Lagentyp als römische Zahl notiert. Handelt es sich hierbei beispielsweise um einen Ternio, also eine Lagenstärke von drei Doppelblättern, lautet die Bezeichnung:
```
   
III
.
```

Wenn mehrere Lagen, die dem gleichen Lagentyp entsprechen, aufeinander folgen, wird eine arabische Zahl vor der römischen eingesetzt. Diese gibt die Anzahl der Wiederholungen an. Die in den Lagen fehlenden oder zusätzlich eingefügten Blätter werden mit einem Plus- oder Minuszeichen hinter dem Lagentyp notiert. Wenn beispielsweise bei einem Ternio eine Seite hinzugefügt wurde, sieht die Lagensequenz wie folgt aus:
```
   
(III + 1)
.
```

Die Klammern verdeutlichen die Zusammengehörigkeit mehrerer Attribute innerhalb einer Lagensequenz.
Die letzte Blattnummer einer Lagensequenz wird hochgestellt und die einzelnen Sequenzen durch Pluszeichen getrennt. Endet die Beispielsequenz mit der Blattnummer sieben, beginnt die Lagenformel wie folgt:
```
   
(III + 1)
7
 + …
 .
```

Die Lagenformel des Helmarshausener Evangeliars, wieder nach Bischoff, würde also lauten:
```
   
(III + I)
7
 + (IV-2)
13
 + 5.IV
53
 + (IV + (I-l))
62
 + 8. IV
126
 + (IV +/-I)
134
 + 5.IV
174
 + (I + I)
177
.
[
5
]
```

An dieser Formel kann kritisiert werden, dass nicht zu erkennen ist, welche Blätter einer Lage herausgeschnitten oder hinzugefügt worden sind.

### Mischformen
Neben der englischen und der deutschen Lagenformel treten auch Mischformen auf, die Ansätze aus beiden Formeln enthalten.
Ein Beispiel für eine Mischform ist die von Herbert Hunger verwendete Lagenformel. Sie enthält sowohl Aspekte aus der englischen als auch aus der deutschen Formel. Die Basis dieser Mischform bildet der Lagentyp, dieser wird als arabische Zahl notiert, welche die Zahl der einzelnen Blätter angibt. Ein weiterer Aspekt aus der deutschen Lagenformel wird mit der Nennung der Blattnummer des Schlussblattes einer Lage übernommen. Die entsprechende Zahl wird in Klammern notiert. Hunger vermerkt das Fehlen oder Ergänzungen von einzelnen Seiten genau, indem er die Blattnummer nennt. Die Lagenformel des Helmarshausener Evangeliars würde also lauten:
```
   
7 (6 + 1 : fol. 7 zugefügt: 7), 6 (8-2: die BU. fehlen vor fol. 8 (= fol. 7) u. hinter fol. 13: 13), 5x8 (53), 9 (8 + (2-1) : Doppelblatt eingefügt hinter fol. 60, davon fehlt linke Hälfte : 62), 8 x 8 (126), 8 (8 +/- 2: hinter fol. 132 eingefügtes Doppelblatt fehlt: 134), 5x8 (174), 3 (2 + 1 : fol. 175 Einzelblatt: 177).
[
6
]
```

## Weitere Beschreibungsmethoden
Neben der Lagenformel werden auch die Lagentabelle, das Lagenschema und das Lagendiagramm zur Notationder Lagenstruktur verwendet.

### Lagentabelle
Die Lagentabelle soll zusätzlich zur Lagenstruktur weitere Informationen geben. Es finden sich keine ausdrücklichen Regeln für die Gestaltung einer solchen Tabelle. Ihr Aufbau hängt vom Forschungsziel des Erstellers ab. Ein Beispiel ist die Lagentabelle nach Jacques Lemaire, in welcher in jeder Zeile eine Lage beschrieben wird. In der ersten Spalte werden die Lagen in römischen Zahlen nummeriert. Die mittlere Spalte gibt den Falz an, während die Spalten davor und danach die vordere und hintere Lagenhälfte beschreiben. Die Fleisch- und Haarseiten werden durch ein kleines „p“ (poil) und „c“ (chair) kenntlich gemacht. Ein großes „P“ (Perte) zeigt die Stelle eines fehlenden Blattes, während ein großes „T“ (Talon) anzeigt, dass nur der Umbug eines Blattes zu erkennen ist. Ein Pergamentstreifen zur Verstärkung der des Falzes wird durch ein großes „R“ markiert.

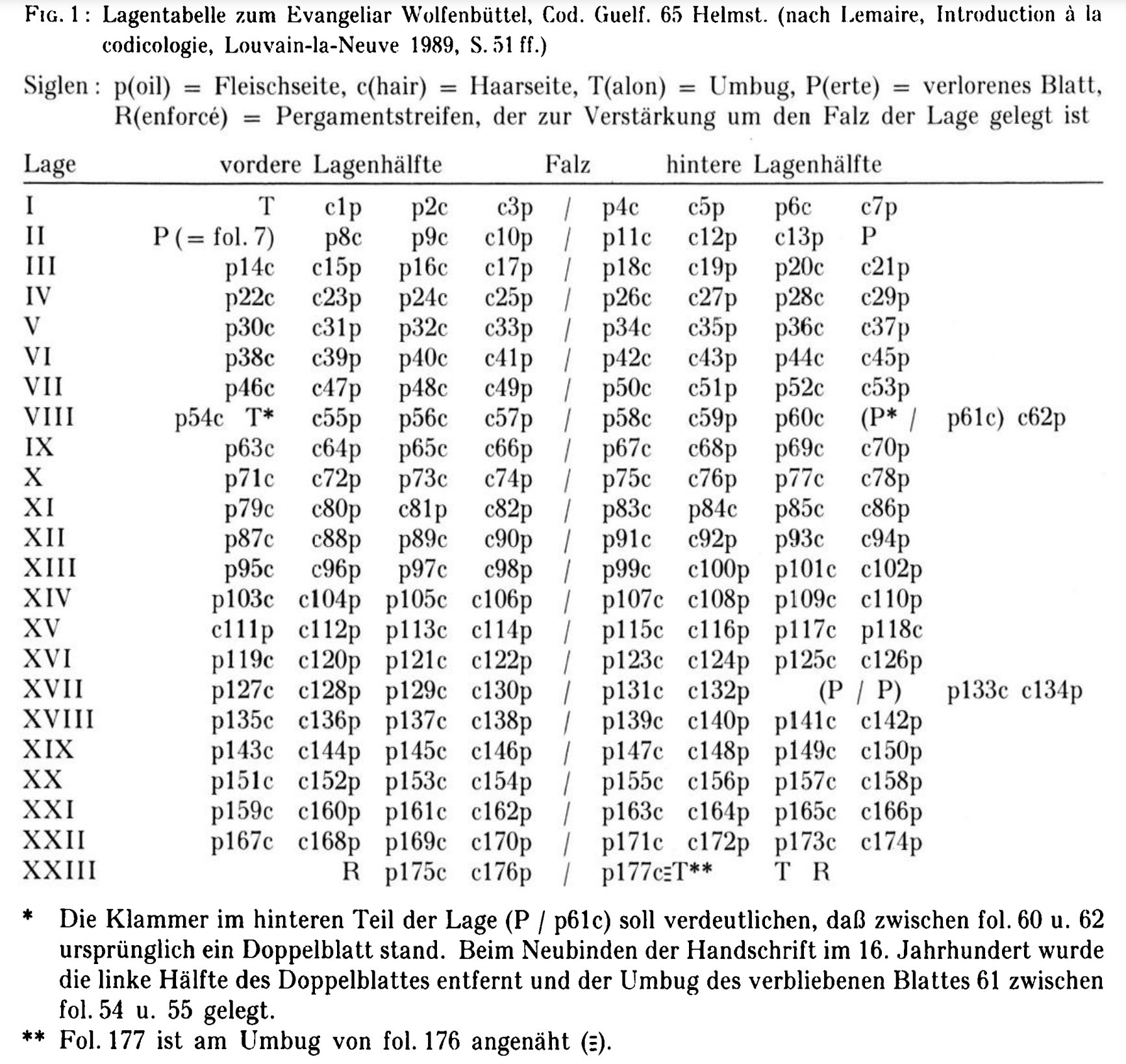
Frank M. Bischoff: Methoden der Lagenbeschreibung. In: Scriptorium 46/1 (1992), S. 15.

### Lagendiagramm
Auch das Lagendiagramm enthält neben der Lagenstruktur weitere Informationen. Es baut auf der Blatt-Lagen-Darstellung einer Handschrift auf. Innerhalb des Diagramms werden Seiten als Kästchen und Blätter als Doppelkästchen an der Horizontalen dargestellt. Die einzelnen Lagen werden entlang der Vertikalen mit arabischen Zahlen nummeriert. Anhand weiterer Markierungen lassen sich fehlende Blätter, Falz, Leerseiten und Haar- und Fleischseiten erkennen.

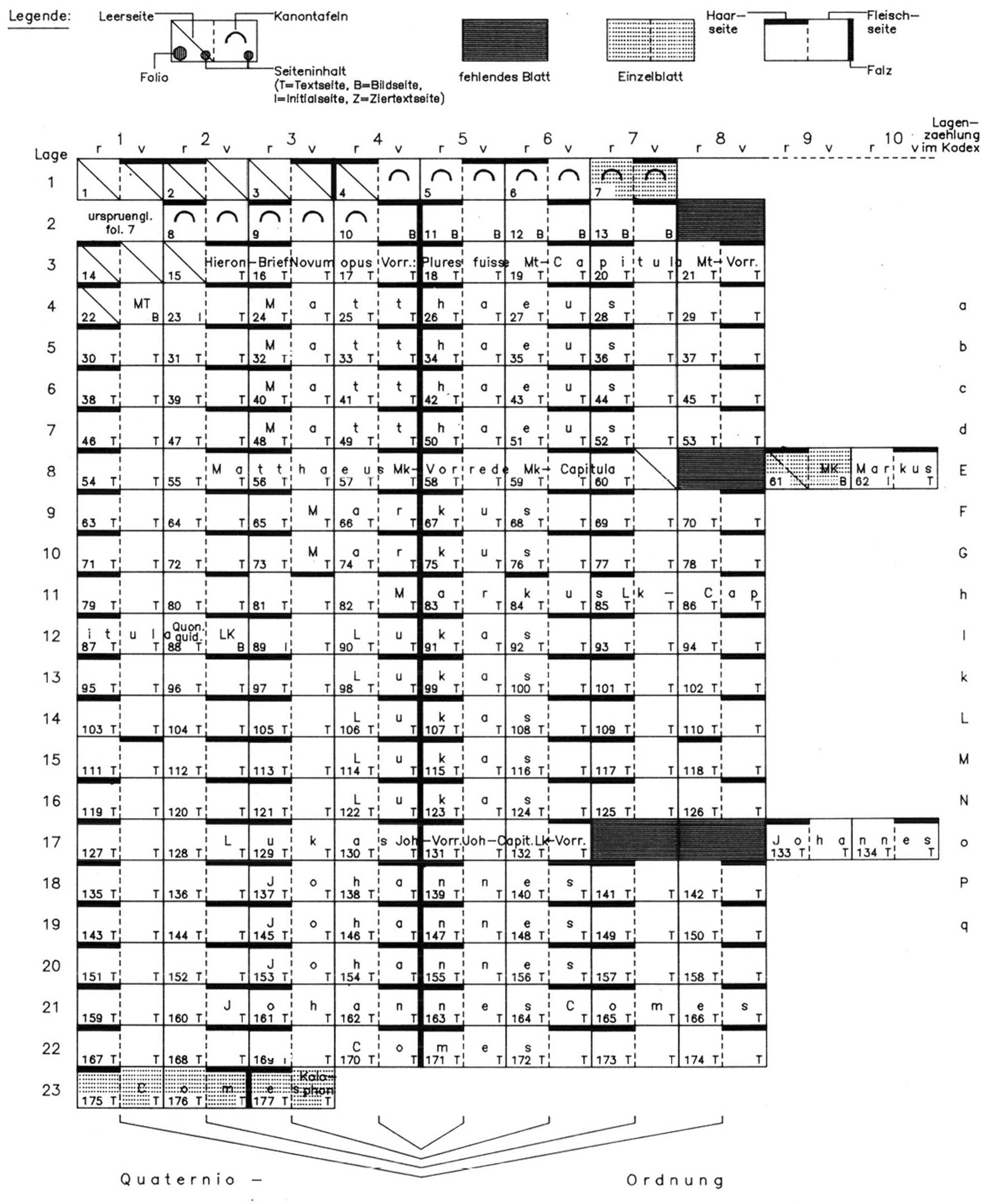
Lagendiagramm zum Evangeliar Wolfenbüttel, Cod. Guelf 65 Helmst. - Frank M. Bischoff: Methoden der Lagenbeschreibung. In: Scriptorium 46/1 (1992), S. 20.

### Lagenschema
Das Lagenschema kann zur Veranschaulichung von Lagenstrukturen verwendet werden. Meist wird auf das V- oder U-Schema zurückgegriffen. Das V-Schema gibt Aufschluss über die Stellung von Doppel- und Einzelblättern und Falz. Die Lagen werden durch ineinander liegende Winkel dargestellt. Das U-Schema hingegen bildet nicht den Falz ab. Die Struktur wird anhand eckiger Klammern visualisiert.

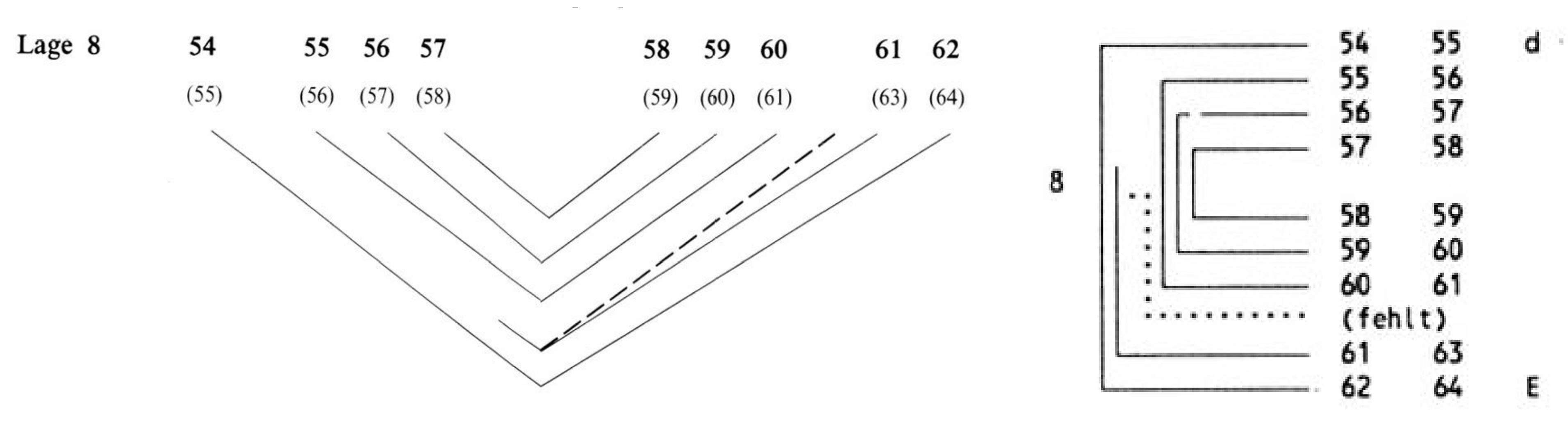
V-Lagenschema zu Lage 8 und U-Lagenschema zu Lage 1 und 9 zum Evangeliar Wolfenbüttel, Cod. Guelf. 65 Helmst - Frank M. Bischoff: Methoden der Lagenbeschreibung. In: Scriptorium 46/1 (1992), S. 17f.

## Software-Anwendungen zur Lagenbeschreibung: VisColl

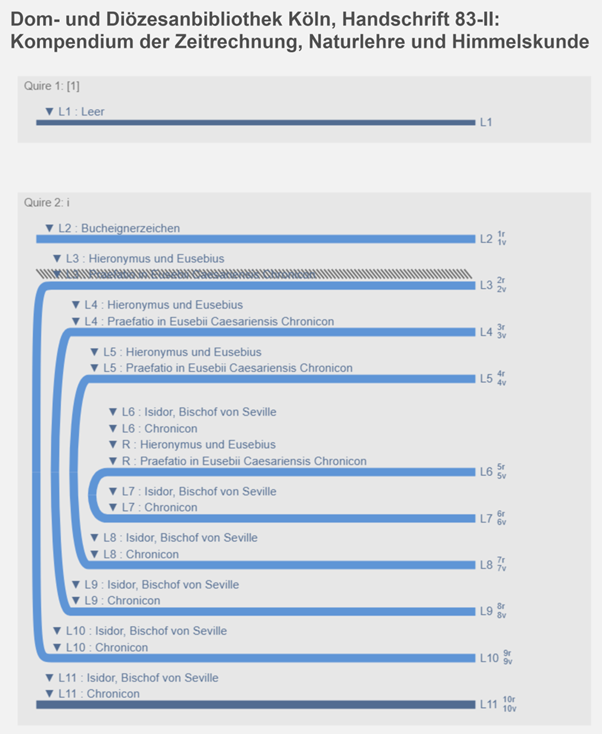
Ausschnitt aus einer VisColl-Visualisierung, Zum Verständnis siehe Janna Schillinger, Von der Detektivarbeit einer kodikologischen Novizin: Eine Autopsie der Lagenstruktur Dom. Cod. 83-II. In: DH@BUW – Digital Humanities an der Bergischen Universität Wuppertal. Wuppertal 2022

Mit der Entwicklung der Anwendung VisColl wurde von Dot Porter Mitte der 2000er Jahre begonnen. Das Projekt wurde von ihr am Schoenberg Institute for Manuscript Studies an der Universität von Pennsylvania und Alberto Campagnolo an der Université catholique de Louvain in Zusammenarbeit mit den Bibliotheken der University of Toronto und dem Old Books New Science Lab geleitet. Zu den Mitarbeitern gehörten Lynn Ransom, Doug Emery, Patrick Perkins und Conal Tuohy.
Bei VisColl handelt sich um ein digitales Werkzeug, welches es ermöglicht die physischen Zusammensetzungen von Codices zu definieren, zu rekonstruieren und zu visualisieren. Die Blattordnung von Manuskripten wird in einem XML-Format modelliert und zu einem Diagramm oder einer Formel verarbeitet. Im Herbst 2021 wurde die Version 2.0 des VisColl-Datenmodells eingeführt. Die Software, welche auf VisColl Data Model 2.0 beruht, nennt sich VCEditor. Hiermit lassen sich auch komplexe Modelle und Visualisierungen erstellen. VCEditor ist nach der Erstellung eines Kontos kostenlos für jeden verfügbar.